# Jean-Nicolas Bouilly

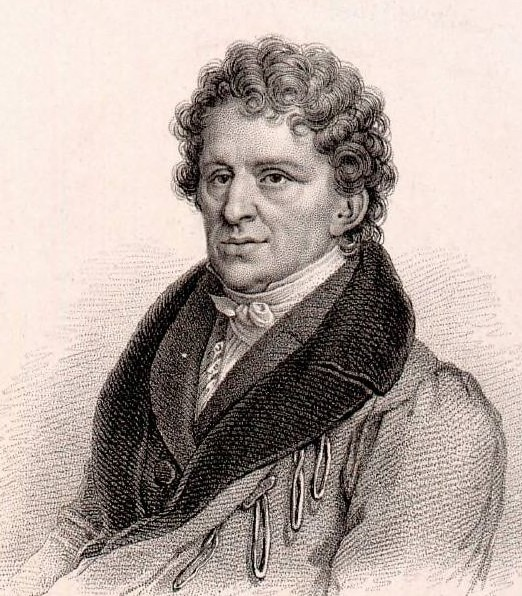
Jean-Nicolas Bouilly

Jean-Nicolas Bouilly (Joué-lès-Tours, 23 de Janeiro de 1763 - Paris, 24 de Abril de 1842), foi um escritor e dramaturgo francês.

## Biografia
Após os seus estudos de direito na Universidade de Orleães, tornou-se advogado no parlamento de Paris. Quando o parlamento é transferido para Troyes em 1787, dedica-se à literatura, encorajado por Mirabeau. Quando começa a Revolução Francesa, assume diversas funções administrativas em Tours, sendo depois nomeado membro da comissão encarregada na redação de um plano de educação para a juventude francesa, mas demite-se quando a comissão é submetida à investigação policial. Inicia então uma carreira de dramaturgo e libretista. Compôs libretos principalmente para Grétry, Cherubini e Méhul. Uma das suas peças, Léonore, ou l'Amour conjugal, deu origem ao libreto da ópera Fidelio de Beethoven. A partir de 1809, publicou um número considerável de contos juvenis, que foram traduzidos em várias línguas e continuaram a ser reeditados até o fim do século XIX. No fim da vida, também publicou vários volumes de memórias.

## Obras
Teatro
- 1790: Pierre le Grand, comédia em 4 atos e em prosa, misturada com canto, música de André Grétry, Comédie Italienne, 13 de janeiro
- 1790: Jean-Jacques Rousseau à ses derniers moments,  traço histórico em 1 ato e em prosa, Comédie Italienne, 31 de dezembror online
- 1798: Léonore, ou L'amour conjugal, fato histórico em 2 atos e em prosa misturada com canções, música de Pierre Gaveaux, criada no Théâtre Feydeau 19 de fevereiro online A peça serviu de base para o libreto que Ludwig van Beethoven usou para a ópera Fidelio; também foi definido por Pierre Gaveaux como Léonore, ou L'amour conjugal (1798), por Ferdinando Paer como Leonora (1804), e por Simon Mayr como L'amor coniugale (1805).
- 1797: La Mort de Turenne, peça histórica e militar com extravagância, em 3 atos, misturada com pantomimas, lutas e evoluções, com Jean-Guillaume-Antoine Cuvelier, Théâtre de la Cité, 11 de junho
- 1796: René Descartes, traço histórico em 2 atos e em prosa, Théâtre-Français, 20 de setembro online
- 1796: La Famille américaine,comédia em 1 ato e em prosa, misturada com canções, música de Nicolas Dalayrac, Comédie Italienne, 17 de fevereiro
- 1799: Le Tombeau de Turenne, ou l'Armée du Rhin à Saspach, fato histórico em 1 ato, misturado com vaudevilles, pantomimas, danças e evoluções militares, com Jean-Guillaume-Antoine Cuvelier e Hector Chaussier, Palais des Variétés, 8 de janeiro
- 1799: L'Abbé de L'Épée, comédia histórica em 5 atos e em prosa, Théâtre-Français, 14 de dezembro, online
- 1800: Les Deux Journées, comédie lyrique em 3 atos, música de Luigi Cherubini, Théâtre da Opéra-Comique, 15 de janeiro
- 1800: Zoé, ou la Pauvre Petite, ópera em 1 ato, música de Charles-Henri Plantade, Théâtre de l'Opéra-Comique, 3 de julho
- 1800: Téniers, comédia em 1 ato e em prosa, misturada com vaudevilles, com Joseph Pain, Théâtre du Vaudeville, 18 de outubro
- 1800: Florian, comédia em 1 ato, em prosa, misturado com vaudevilles, com Joseph-Marie Pain, Théâtre du Vaudeville, 18 de dezembro
- 1801: Berquin, ou l'Ami des enfants, comédia em 1 ato, em prosa, misturado com vaudevilles, com Joseph-Marie Pain, Théâtre du Vaudeville, 18 de dezembro online
- 1802: Une Folie, comédia em 2 atos, misturada com canções, música de Étienne-Nicolas Méhul, Théâtre de l'Opéra-Comique, 4 de abril
- 1803: Fanchon la vielleuse, comédia em 3 atos, misturada com vaudevilles, com Joseph-Marie Pain, Théâtre du Vaudeville, 16 de janeiro online
- 1803: Héléna, pera em 3 atos, música de Étienne-Nicolas Méhul, Théâtre de l'Opéra-Comique, 1 de março
- 1804: Le Désastre de Lisbonne, drama heroico em 3 atos, em prosa, misturado com dança e pantomima, música de Alexandre Piccini, Théâtre de la Porte-Saint-Martin, 24 de novembro online
- 1805: L'Intrigue aux fenêtres, ópera bouffon em 1 ato, com Emmanuel Dupaty, música de Nicolas Isouard, Théâtre de l'Opéra-Comique, 25 de fevereiro online
- 1805: Madame de Sévigné, comédia em 3 atos e em prosa, Théâtre-Français, 6 de junho online
- 1806: Les Français dans le Tyrol, fato histórico, em 1 ato e em prosa, Théâtre-Français, 1 de fevereiro
- 1806: Agnès Sorel, comédia em 3 atos misturada com vaudevilles, com Emmanuel Dupaty, Théâtre du Vaudeville, 9 de abril
- 1808: Haine aux femmes, comédia em 1 ato, misturada com vaudevilles, Théâtre du Vaudeville, 23 de fevereiro
- 1809: Françoise de Foix, ópera cômica em 3 atos, com Emmanuel Dupaty, música de Henri Montan Berton, Théâtre de l'Opéra-Comique, 28 de janeiro
- 1809: Le Petit courrier, ou Commé les femmes se vengent, comédia em 2 atos, em prosa, misturada com vaudevilles, com Charles-François-Jean-Baptiste Moreau de Commagny, Théâtre du Vaudeville, 20 de abril
- 1810: La Vieillesse de Piron, comédia em 1 ato, em prosa, misturada com vaudevilles, com Joseph-Marie Pain, Théâtre du Vaudeville, 9 de abril
- 1811: La Belle au bois dormant, féerie-vaudeville em 2 atos, com Théophile Marion Dumersan, Théâtre du Vaudeville, 20 de fevereiro
- 1812: Robert le diable, comédia em 2 atos, misturada com vaudevilles, com Théophile Marion Dumersan, Théâtre du Vaudeville, 31 de dezembro
- 1813: Le Séjour militaire, ópera cômica em 1 ato, música de Auber, Théâtre de l'Opéra-Comique, 27 de fevereiro
- 1817: Le Prince en goguette, ou la Faute et la leçon, comédia em 2 atos e em prosa, misturada com dísticos, música de Marc-Antoine Désaugiers, Théâtre du Vaudeville, 21 de abril
- 1818: Les Jeux floraux, ópera em 3 atos, música de Léopold Aimon, Académie royale de musique, 16 de novembro
- 1822: Valentine de Milan, drame lyrique em 3 atos, música póstuma de Étienne-Nicolas Méhul, partitura completada por Joseph Daussoigne, Théâtre de l'Opéra-Comique, 28 de novembro
- 1829: Les Deux Nuits, ópera cômica em 3 atos, com Eugène Scribe, música de François Adrien Boieldieu, Théâtre de l'Opéra-Comique, 20 de maio
- 1832: Le Bandeau, comédie en vaudeville em 1 ato, com Louis-Émile Vanderburch, Théâtre du Gymnase-Dramatique, 21 de maio
- 1833: Guido Reni, ou les Artistes, drama em 5 atos, com Antony Béraud, Comédie-Française, 6 de fevereiro

Contos
- 1807: Causeries d'un vieillard,
- 1819: Contes à ma fille,
- 1811: Conseils à ma fille online
- 1817: Les Jeunes Femmes, 2 vol.
- 1817: Annales de la jeunesse, with M. et Mme Hyacinthe Azaïs, by Rougemont and Lefebvre,
- 1817: Les Encouragements de la jeunesse online
- 1823: Les Mères de famille, 2 vol.
- 1824–1825: Contes offerts aux enfants de France, 2 vol.,
- 1827: Contes à mes petites amies, ou Trois Mois en Touraine, 1827 Texte en ligne
- 1829–1831 Le Portefeuille de la jeunesse, ou la Morale et l'histoire enseignées par des exemples, précédé d'un discours sur l'ensemble de l'ouvrage, 20 vol.,
- 1830: Contes populaires, online
- 1835: Les Adieux du vieux conteur,
- 1836: Alfred et Nathalie, ou les Coupables supposés,
- 1838: Nouvelles Causeries d'un vieillard,
- 1846: La Discrétion,
- 1846: Petits Contes d'une mère à ses enfants,
- 1877: Nouveaux conseils à ma fille, online
- 1883: Contes moraux pour les jeunes élèves, read on line
- 1884: Geneviève et Marcelin, ou les Jumeaux de la Beauce. La Charrette à bras, online
- 1884: Le Dévouement filial, ou la Chanteuse volée, online
- 1885: La Petite Gouvernante, suivie d'autres épisodes, online
- 1886: Causeries pour la jeunesse, online
- 1886: Causeries et nouvelles causeries, online

Variados
- 1836–1837: Mes Récapitulations, 3 vol.,
- 1837: Explication des douze écussons qui représentent les emblèmes et les symboles des douze grades philosophiques du rite écossais dit ancien et accepté, par l'ill.* F.* Bouilly,
- 1838: Nouvelles Récapitulations,
- 1842: Soixante ans du Théâtre-Français, par un amateur, né en 1769,
- undated: Le Vieux Glaneur, ou de Tout un peu, poemas.

Em 1836 publicou uma autobiografia.

## Fonte biográfica
- Philippe Le Bas, L'Univers. France : Dictionnaire encyclopédique, Paris : Firmin Didot,  vol. III, 1841, p. 181